# Violet Charlesworth
May Charlesworth, conocida como Violet Charlesworth (Stafford, enero de 1884 - después de 1912), fue una estafadora británica que ganó notoriedad a principios del siglo XX por estafas y por fingir su propia muerte.

## Primeros años de vida
Charlesworth nació en Stafford en enero de 1884. Era la más joven de al menos cuatro hijos. Vivía con su madre, Miriam Charlesworth, y juntas estuvieron involucradas en varias estafas.

## Fraude
Charlesworth defraudó a varias personas al afirmar falsamente ser una heredera que pronto heredaría una fortuna sustancial. Sobre la base de esta identidad inventada, obtenía préstamos y bienes a crédito. Su encanto y aparente posición social le permitieron manipular a numerosas víctimas, que creían que su herencia era inminente. El fraude se prolongó durante varios años.
El 2 de enero de 1909, se informó que Charlesworth había muerto en un accidente automovilístico cerca de Penmaenmawr, en el norte de Gales. Según los primeros relatos, ella había caído por un acantilado y se presumía que su cuerpo había sido arrastrado por el mar. La historia recibió una amplia cobertura mediática y atrajo la simpatía del público.
Sin embargo, pronto surgieron sospechas debido a inconsistencias en las declaraciones de los testigos y a la ausencia del cuerpo. Una investigación policial reveló que el accidente había sido fingido. Charlesworth finalmente fue descubierta con vida en Oban, Escocia. 

## Juicio y encarcelamiento
Charlesworth y su madre fueron arrestadas y acusadas de obtener dinero con engaños. Su juicio tuvo lugar en 1910. Ambas mujeres fueron declaradas culpables y, en julio de 1910, Violet Charlesworth fue condenada a cinco años de trabajos forzados. Miriam Charlesworth recibió la misma sentencia. El juez luego redujo las condenas a tres años. Se desestimó el recurso de apelación contra la sentencia.
El caso atrajo una gran atención pública y de los medios de comunicación, no sólo en el Reino Unido sino también a nivel internacional, en particular debido a la naturaleza dramática de la muerte falsa y la participación de una mujer joven en un fraude tan elaborado.
Charlesworth fue liberada en febrero de 1912 y regresó a Escocia, pero no se sabe nada de su vida posterior.